# Teddy Swims
Jaten Collin Dimsdale (Conyers, 1992. szeptember 25. –), művésznevén Teddy Swims amerikai énekes-dalszerző, akinek zenéjében olyan műfajok keverednek, mint az R&B, a soul, a country és a pop. Kezdetben a YouTube-csatornáján található feldolgozásokkal hívta fel magára a rajongók figyelmét 2019 és 2020 folyamán. Harmadik, Tough Love (2022) című középlemeze révén felkerült először az amerikai Billboard 200-as listájára.
Swims 2023-ban vált ismertté a Lose Control című kislemezével, amely világszerte több országban is a Top 10-ben szerepelt, 2024-ben pedig az amerikai Billboard Hot 100-as listájának élére került. Az áttörést jelentő kislemezként számon tartott dalt megelőzte debütáló stúdióalbumának kiadása, az I’ve Tried Everything but Therapy (Part 1), amely Ausztráliában és Hollandiában a Top 10-be került. 2024-ben az MTV Swims-t „február kedvenc új előadójának” nevezte.

## Gyermekkora
Swims a Georgia állambeli Conyersben nőtt fel. Édesapja már korán megismertette vele a soul zenét olyan előadókon keresztül, mint Marvin Gaye, Stevie Wonder és Al Green. Swims családja futballrajongó volt; már tíz éve focizott, amikor a Salem High School második évében az egyik tanára azt javasolta neki és néhány csapattársának, hogy jelentkezzenek egy musicalszínházi órára. A tanár azt is mondta, hogy csatlakozzon a kórushoz.
Swims az előadás iránti szenvedélyét a középiskolai színházban szerzett tapasztalatai révén fedezte fel, ahol olyan musicalekben játszott, mint a József és a színes szélesvásznú álomkabát, valamint Shakespeare-darabokban. Elkezdett hangszereken játszani, többek között zongorán és ukulelén, és énekesek YouTube-videóit nézte, hogy fejlessze énektechnikáját.

## Pályafutása

### 2011–2018: Karrier kezdete
Swims zenei karrierjét különböző Atlanta környéki zenekarokban kezdte, többek között a WildHeart nevű alternatív rockzenekarban és az Eris nevű post-hardcore zenekarban, valamint soul és hair metal cover zenekarokban. Emellett az Elefvnts nevű progresszív rock/r&b/soul zenekar énekese volt. 

### 2019: Tyler Carter turné és feldolgozáselőadások
2019 elején Swims barátja, Addy Maxwell felkérte őt, hogy rappeljen néhány általa készített ütemre; később a páros előzenekarrá vált egy Tyler Carterrel közös amerikai turnén. Ezen a turnén kezdett Teddy Swims néven fellépni, ami egy gyerekkori, méretére utaló becenévből ered.
Júniusban Swims közzétette első feldolgozásait a YouTube-on, Michael Jackson Rock with You című számát, majd rendszeresen további feldolgozásokat tett közzé különböző műfajok előadóitól, köztük Lewis Capalditól, Chris Stapletontól, Amy Winehouse-tól és H.E.R.-től. Az októberben közzétett Shania Twain You’re Still the One című dalának feldolgozása a legnézettebb videójává vált, 2024 januárjáig 153 millió megtekintéssel. Videói gyorsan milliós nézettséget halmoztak fel, és miután júliusban függetlenül kiadta egyik kislemezét, a Night Off-ot, decemberben lemezszerződést kötött a Warner Records-szal.

### 2020–2021:UnlearningEP
Swims 2020 januárjában adta ki első, nagy kiadónál megjelent kislemezét Picky címmel, és ugyanebben a hónapban elindult első önálló turnéjára. Az ezt követő hónapokban több feldolgozást is kiadott, köztük májusban a Blinding Lights-ot, júniusban a What’s Going On-t (amelynek bevételeit az NAACP Jogvédelmi és Oktatási Alapnak adományozta), júliusban pedig a You’re Still The One-t (amelyet korábban már feltett a YouTube-ra). Swims augusztusban adta ki következő kislemezét, a Broke-ot, majd októberben Thomas Rhett-tel közösen egy újabb verziót jelentetett meg.
2021 februárjában Swims kiadta My Bad című kislemezét, amelyet a The Kelly Clarkson Show-ban adott elő, és a Rolling Stone magazin úgy írt róla, mint „az előadó, akit ismerned kell”. Márciusban kiadta Till I Change Your Mind című kislemezét, majd áprilisban a Bed On Fire címűt, amelyet a The Late Show with Stephen Colbert című műsorban adott elő, majd később újra megjelentette Ingrid Andress-szel való együttműködésként. Májusban Swims kiadta debütáló, hét számot tartalmazó középlemezét (EP) Unlearning címmel, majd a nyáron turnéra indult a Zac Brown Band zenekar kísérőjeként.

### 2021–2022:Tough LoveEP
2021 augusztusában Swims kiadta Simple Things című kislemezét, amelyet szeptemberben a The Late Late Show with James Corden és novemberben a Today című műsorokban adott elő.
Miután megjelentette 911 című kislemezét, Swims 2022 januárjában kiadta hatszámos EP-jét, a Tough Love-ot. Swims januárban a Love for a Minute című dalt adta elő a Late Night with Seth Meyers műsorában, februárban pedig a 911 című dalt a The Ellen DeGeneres Show-ban. Swims a középlemezt egy februárban kezdődő három hónapos önálló turnéval népszerűsítette Európában és Észak-Amerikában, amelyet májusban és júniusban egy brit és kontinentális európai turné követett. Swims együtt dolgozott Meghan Trainorral a Bad For Me című dalban, amely június 24-én jelent meg az énekesnő Takin’ It Back című albumának első kislemezeként. Swims és Trainor júniusban a Jimmy Kimmel Live! című műsorban, augusztusban pedig a The Late Late Show with James Corden című műsorban adták elő a dalt. Swims Mitchell Tenpennyvel, Illeniummal, MK and BURNS-szel és TELYKASTtal is együttműködött kislemezeken.
Miután májusban közzétett egy rövid klipet, Swims augusztusban kiadta a Journey Don’t Stop Believin’ című dalának feldolgozását. Swims a dalt az America’s Got Talentben adta elő a 14. évad győztese, Kodi Lee és a Journey alapító gitárosa, Neal Schon mellett. Szeptemberben a Swims egy 7 hetes amerikai turnéra indult.

### 2022–jelen:I’ve Tried Everything But Therapy
A Dose, a 2 Moods, a Someone Who Loved You és a Devil in a Dress című kislemezek kiadása után 2022. november 4-én Swims megjelentette Sleep Is Exhausting című EP-jét. Először 2023 júniusában jelent meg a Billboard Hot 100-as listáján a Lose Control című kislemezével. A kislemez a 2023-as debütáló albumáról, az I’ve Tried Everything but Therapy (Part 1) című albumról származik.
2023-ban Swims együttműködött Armin van Buuren & Matomával, az X Ambassadors-szal, Marren Morrisszal, Meghan Trainorral és Elley Duhéval. Márciusban Swims bejelentette I’ve Tried Everything But Therapy című nemzetközi turnéját, amelynek keretében júliusban és augusztusban az Egyesült Királyságban, Írországban, Ausztráliában, Németországban, Hollandiában és Új-Zélandon lépett fel. Ugyanebben az évben fellépett a BottleRock, Bamboozle, Boston Calling, TRNSMT és Latitude zenei fesztiválokon is. Teddy a Greta Van Fleet rockzenekar előzenekaraként is fellépett a Starcatcher című új albumukat népszerűsítő turnéjukon.
2023. december 6-án Swims fellépett az Avicii Arénában a „Together For a Better Day” koncerten. A koncert a mentális egészségre való figyelemfelhívást hirdette, és a Tim Bergling Alapítvány szponzorálta, a néhai svéd DJ Avicii emlékének tiszteletére. A koncerten Swims előadta a Lose Control című dalát és Coldplay A Sky Full Of Stars című dalát, amelynek producere Avicii volt.

## Magánélet
2025. január 8-án Swims és barátnője, Raiche Wright bejelentették, hogy első gyermeküket várják.

## Diszkográfia

### Stúdióalbumok
| Cím                                        | Adatok | Legjobb helyezések | Legjobb helyezések | Legjobb helyezések | Legjobb helyezések | Legjobb helyezések | Legjobb helyezések | Minősítések                                                                                         |
| Cím                                        | Adatok | US                 | AUS                | CAN                | NLD                | NZ                 | UK                 | Minősítések                                                                                         |
| ------------------------------------------ | --- | ------------------ | ------------------ | ------------------ | ------------------ | ------------------ | ------------------ | --------------------------------------------------------------------------------------------------- |
| I’ve Tried Everything but Therapy (Part 1) | - Megjelenés: 2023. szeptember 15. - Kiadó: Warner - Formátum: CD, digitális letöltés, bakelit, streaming | 17                 | 4                  | 15                 | 2                  | 6                  | 12                 | - BPI: Aranylemez - NVPI: Platinalemez - RIAA: Aranylemez - RMNZ: Platinalemez - SNEP: Platinalemez |
| I’ve Tried Everything but Therapy (Part 2) | - Megjelenés: 2025. január 24. - Kiadó: Warner - Formátum: CD, digitális letöltés, bakelit, streaming     | 4                  | 1                  | 11                 | 3                  | 4                  | 2                  | - BPI: Ezüstlemez                                                                                   |

### Középlemezek (EP)
| Unlearning                                                    | - Megjelenés: 2021. május 21. - Kiadó: Warner - Formátum: CD, digitális letöltés, streaming            | —   | 41 |
| A Very Teddy Christmas                                        | - Megjelenés: 2021. október 15. - Kiadó: Warner - Formátum: CD, bakelit, digitális letöltés, streaming | —   | —  |
| Tough Love                                                    | - Megjelenés: 2022. január 21. - Kiadó: Warner - Formátum: CD, digitális letöltés, streaming           | 200 | 20 |
| Sleep Is Exhausting                                           | - Megjelenés: 2022. november 4. - Kiadó: Warner - Formátum: CD, digitális letöltés, streaming          | —   | 31 |
| "—" nem szerepelt a listán, vagy nem jelent meg az országban. | |     |    |

### Kislemezek

#### Önálló előadóként
| Cím                                                           | Év   | Legjobb helyezések | Legjobb helyezések | Legjobb helyezések | Legjobb helyezések | Legjobb helyezések | Legjobb helyezések | Legjobb helyezések | Legjobb helyezések | Legjobb helyezések | Minősítések | Album                                      |
| Cím                                                           | Év   | US                 | US Adult           | AUS                | BEL (FL)           | CAN                | NLD                | NZ                 | UK                 | Global 200         | Minősítések | Album                                      |
| ------------------------------------------------------------- | ---- | ------------------ | ------------------ | ------------------ | ------------------ | ------------------ | ------------------ | ------------------ | ------------------ | ------------------ | --- | ------------------------------------------ |
| Someone You Loved                                             | 2019 | —                  | —                  | —                  | —                  | —                  | —                  | —                  | —                  | —                  | | Nem jelent meg albumon                     |
| Rivers                                                        | 2019 | —                  | —                  | —                  | —                  | —                  | —                  | —                  | —                  | —                  | | Nem jelent meg albumon                     |
| Night Off                                                     | 2019 | —                  | —                  | —                  | —                  | —                  | —                  | —                  | —                  | —                  | | Nem jelent meg albumon                     |
| I Can’t Make You Love Me                                      | 2019 | —                  | —                  | —                  | —                  | —                  | —                  | —                  | —                  | —                  | | Nem jelent meg albumon                     |
| Picky                                                         | 2020 | —                  | —                  | —                  | —                  | —                  | —                  | —                  | —                  | —                  | | Nem jelent meg albumon                     |
| Blinding Lights                                               | 2020 | —                  | —                  | —                  | —                  | —                  | —                  | —                  | —                  | —                  | | Nem jelent meg albumon                     |
| What’s Going On                                               | 2020 | —                  | —                  | —                  | —                  | —                  | —                  | —                  | —                  | —                  | | Nem jelent meg albumon                     |
| You’re Still the One                                          | 2020 | —                  | —                  | —                  | —                  | —                  | —                  | —                  | —                  | —                  | | Nem jelent meg albumon                     |
| Broke                                                         | 2020 | —                  | —                  | —                  | —                  | —                  | —                  | —                  | —                  | —                  | | Unlearning                                 |
| Please Come Home for Christmas                                | 2020 | —                  | —                  | —                  | —                  | —                  | —                  | —                  | —                  | —                  | | A Very Teddy Christmas                     |
| Silent Night                                                  | 2020 | —                  | —                  | —                  | —                  | —                  | —                  | —                  | —                  | —                  | | A Very Teddy Christmas                     |
| My Bad                                                        | 2021 | —                  | —                  | —                  | —                  | —                  | —                  | —                  | —                  | —                  | | Nem jelent meg albumon                     |
| Till I Change Your Mind                                       | 2021 | —                  | —                  | —                  | —                  | —                  | —                  | —                  | —                  | —                  | | Unlearning                                 |
| Bed on Fire                                                   | 2021 | —                  | —                  | —                  | —                  | —                  | —                  | —                  | —                  | —                  | - RIAA: Aranylemez | Unlearning                                 |
| Simple Things                                                 | 2021 | —                  | —                  | —                  | —                  | —                  | —                  | —                  | —                  | —                  | | Tough Love                                 |
| Please Turn Green                                             | 2021 | —                  | —                  | —                  | —                  | —                  | —                  | —                  | —                  | —                  | | Tough Love                                 |
| 911                                                           | 2022 | —                  | —                  | —                  | —                  | —                  | —                  | —                  | —                  | —                  | | Tough Love                                 |
| Amazing (strings version)                                     | 2022 | —                  | —                  | —                  | —                  | —                  | —                  | —                  | —                  | —                  | | Nem jelent meg albumon                     |
| Loveless (Telykasttal)                                        | 2022 | —                  | —                  | —                  | —                  | —                  | —                  | —                  | —                  | —                  | | Nem jelent meg albumon                     |
| Dose                                                          | 2022 | —                  | —                  | —                  | —                  | —                  | —                  | —                  | —                  | —                  | | Sleep Is Exhausting                        |
| 2 Moods                                                       | 2022 | —                  | —                  | —                  | —                  | —                  | —                  | —                  | —                  | —                  | | Sleep Is Exhausting                        |
| All That Really Matters (Illeniummal)                         | 2022 | —                  | —                  | —                  | —                  | —                  | —                  | —                  | —                  | —                  | | Illenium                                   |
| Don’t Stop Believin’                                          | 2022 | —                  | —                  | —                  | —                  | —                  | —                  | —                  | —                  | —                  | | Nem jelent meg albumon                     |
| Someone Who Loved You                                         | 2022 | —                  | —                  | —                  | —                  | —                  | —                  | —                  | —                  | —                  | | Sleep Is Exhausting                        |
| Devil in a Dress                                              | 2022 | —                  | —                  | —                  | —                  | —                  | —                  | —                  | —                  | —                  | | Sleep Is Exhausting                        |
| What More Can I Say                                           | 2023 | —                  | —                  | —                  | —                  | —                  | —                  | —                  | —                  | —                  | | I’ve Tried Everything but Therapy (Part 1) |
| Lose Control                                                  | 2023 | 1                  | 1                  | 4                  | 1                  | 2                  | 3                  | 3                  | 2                  | 4                  | - RIAA: 2x Platinalemez - ARIA: 2× Platinalemez - BEA: Platinalemez - BPI: Platinalemez - MC: 3× Platinalemez - NVPI: Platinalemez - RMNZ: 3× Platinalemez | I’ve Tried Everything but Therapy (Part 1) |
| Some Things I’ll Never Know (Maren Morris közreműködésével)   | 2023 | —                  | —                  | —                  | —                  | —                  | —                  | —                  | —                  | —                  | | Nem jelent meg albumon                     |
| The Door                                                      | 2023 | 94                 | 15                 | —                  | 6                  | 70                 | 22                 | —                  | 28                 | 163                | - NVPI: Aranylemez | I’ve Tried Everything but Therapy (Part 1) |
| "—" nem szerepelt a listán, vagy nem jelent meg az országban. |      |                    |                    |                    |                    |                    |                    |                    |                    |                    | |                                            |

#### Közreműködő előadóként
| Cím                                                            | Év   | Album                   |
| -------------------------------------------------------------- | ---- | ----------------------- |
| Elephant in the Room (Mitchell Tenpenny featuring Teddy Swims) | 2022 | This Is the Heavy       |
| Free Them (One Ok Rock featuring Teddy Swims)                  | 2022 | Luxury Disease          |
| Bad for Me (Meghan Trainor featuring Teddy Swims)              | 2022 | Takin' It Back          |
| Better (MK & Burns featuring Teddy Swims)                      | 2022 | Sablon:Non-album single |
| New Religion (All Time Low featuring Teddy Swims)              | 2023 | Tell Me I'm Alive       |
| Easy to Love (Armin van Buurennel és Matomával)                | 2023 | Feel Again              |
| Face Myself (Elley Duhé-val)                                   | 2023 | Nem jelent meg albumon  |
| Happy People (X Ambassadors Teddy Swims-szel és Jac Ross-szal) | 2023 | Nem jelent meg albumon  |

## Turnék

### Önálló turnék
- I’ve Tried Everything But Therapy (2023–2024)[64][65]
- Summer International Tour (2023)[66]
- Tough Love World Tour (2022)[67]
- US Fall Tour (2022)[68]

### Felvezető előadóként
- Peace Out: The Farewell Tour (2024, néhány helyszínen)[69]
- Greta Van Fleet's Starcatcher Tour (2023)[70]
- Zac Brown (2021)[17]

## Fordítás
- Ez a szócikk részben vagy egészben  a   Teddy Swims című angol Wikipédia-szócikk fordításán alapul.  Az eredeti cikk szerkesztőit annak laptörténete sorolja fel. Ez a jelzés csupán a megfogalmazás eredetét és a szerzői jogokat jelzi, nem szolgál a cikkben szereplő információk forrásmegjelöléseként.